# Joseph Franco Mendes
Joseph Franco Mendes (Amsterdam, 3 mei 1816 – aldaar, 14 oktober 1841) was een Nederlands violist.
Hij was zoon van dan wijnkoper David Franco Mendes en Rachel Teixeira de Mattos.
Zijn muziekopleiding kreeg hij van Heinrich Aloys Präger, een Amsterdamse violist. Verder kreeg hij onderricht in compositieleer. Na zijn studie ging hij op tournee met zijn broer de cellist Jacques Franco Mendes en ook wel met twee zusters van hun.
Van zijn hand verscheen een beperkt aantal werkjes, waaronder een duet voor viool en cello en twee strijkkwartetten, waarvan een nog een prijs won bij de Maatschappij tot Bevordering der Toonkunst. In 1835 speelde hij tijdens een concert in Utrecht (ook met zijn broer) zijn Variaties voor de viool op een thema uit Le pré aux clercs. Net als zijn broer vestigde hij zich deels in Parijs, alwaar hij nog lessen volgde bij Pierre de Sales Baillot. Hij keerde echter in 1841 terug naar Amsterdam en werd er benoemd tot tweede soloviolist van de hofkapel van koning Willem I der Nederlanden. Kort daarna overleed hij aan de gevolgen van een zenuwziekte. Zijn broer was daarvan zo bedroefd dat hij een aantal jaren nauwelijks.
- Biografisch Portaal: 78664085
- Digitale Bibliotheek voor de Nederlandse Letteren: fran119
- Gemeinsame Normdatei: 1183853785
- Virtual International Authority File: 1590152744565027850005
- WorldCat: E39PBJrrvFmq639Kj7GGrQvCQq